# Světlá nad Sázavou
Světlá nad Sázavou település Csehországban, a Havlíčkův Brod-i járásban. Světlá nad Sázavou Nová Ves u Světlé, Vilémovice, Služátky, Vlkanov, Trpišovice, Prosíčka (Havlíčkův Brod-i járás), Sázavka, Ovesná Lhota, Příseka, Pavlov, Kunemil, Druhanov, Krásná Hora, Lipnice nad Sázavou és Dolní Město településekkel határos. Lakosainak száma 6452 fő (2024. január 1.).

## Népesség
A település lakosságának változását az alábbi diagram mutatja:
| Lakosok száma | 3881 | 4330 | 4505 | 4468 | 6116 | 7091 | 6659 | 6566 | 7137 | 6452 |
|               | 1869 | 1900 | 1921 | 1961 | 1980 | 2011 | 2016 | 2019 | 2021 | 2024 |